# Franco Evangelisti (compositore)
Franco Evangelisti (Roma, 21 gennaio 1926 – Roma, 28 gennaio 1980) è stato un compositore italiano, attivo nell'ambito dell'avanguardia sperimentale italiana ed europea.

## Biografia
Lasciò gli studi di ingegneria per dedicarsi alla composizione musicale. Nel 1948 divenne allievo di Daniele Paris a Roma e di Harald Genzmer alla Musikhochschule di Friburgo in Brisgovia, dove seguì corsi di perfezionamento in composizione.
Dal 1952 al 1960 prese parte ai Ferienkurse per la Nuova Musica a Darmstadt, dove ebbe modo di incontrare Werner Meyer-Eppler dell'Università di Bonn, grazie al quale cominciò a interessarsi alla musica elettronica e sul concetto di alea nella musica, dimostrando fin dai primi approcci una aperta insofferenza per le teorie compositive della musica seriale, maturando gradualmente l'idea che la composizione così come era stata intesa fino a quel momento fosse una fase da superare, gettando così le basi per quella forma di musica improvvisata che da lì a poco verrà definita come Improvvisazione libera. Più tardi, in una serie di conferenze tenute fra Brema ed Amburgo, Evangelisti sosteneva "da più di 2000 anni in India gli esecutori sono anche compositori, essendo quella musica legata a forme momentanee". Su invito di Herbert Eimert, al 1956 lavorò presso lo studio elettronico della Westdeutsche Rundfunk di Colonia.
Nel 1957, il direttore d'orchestra Hermann Scherchen lo invitò a lavorare nello Studio di Elettroacustica Sperimentale dell'UNESCO a Gravesano, dove si occupò di biofisica ed esplorò la possibilità di tradurre direttamente in onde sonore gli impulsi cerebrali. Nel 1958 assieme a Karlheinz Stockhausen e Luigi Nono, inaugurò lo Studio Sperimentale della Radio polacca di Varsavia dove l'anno successivo fu chiamato a tenere alcuni seminari sulla musica elettronica. Nel 1959 fu tra i promotori della Settimana Internazionale di Nuova Musica a Palermo. L'anno seguente, assieme ad altri musicisti quali Francesco Pennisi e Aldo Clementi, fondò l'Associazione Nuova Consonanza, con lo scopo di diffondere "la musica contemporanea italiana e straniera con concerti convegni ed eventi di vario tipo. Dall'associazione nacque più tardi l'omonimo Gruppo di improvvisazione che allora veniva presentato come "il primo ed unico gruppo formato da compositori-esecutori" e che permise ad Evangelisti di mettere in pratica le proprie teorie sull'improvvisazione. Proprio in merito al Gruppo di Improvvisazione Nuova Consonanza, Evangelisti entrò in contatto con Larry Austin, che in questo periodo, stava sviluppando a Los Angeles, esecuzioni di John Cage e Stockhausen, basate sull'improvvisazione collettiva con il gruppo di estrazione jazzistica New Music Ensemble, con cui nacque un profondo rapporto di scambio e collaborazione.
Si trasferì a Berlino per due anni (1966 - 1968), ospite del Deutsch Akademischer Austauschdienst e della Ford Foundation. Al ritorno a Roma, tenne un corso sperimentale di composizione elettronica presso l'Accademia nazionale di Santa Cecilia. Nel 1972 ottenne l'incarico di guidare il corso di Musica elettronica al Conservatorio Alfredo Casella dell'Aquila. Nel 1974 venne nominato docente di Musica elettronica presso il Conservatorio di Santa Cecilia a Roma, ruolo che ricoprì fino alla morte. In quegli anni diede concerti, sia in Italia che all'estero, con il Gruppo di Improvvisazione di Nuova Consonanza, il polo di ricerca sperimentale fondato con Egisto Macchi e Franco Nonnis. 
Intensificò quindi l'attività di conferenze e seminari sulla 'nuova musica'. L'attività compositiva venne pertanto meno, per lasciar spazio prevalentemente alla ricerca e agli approfondimenti teorici.
Alla fine del 1979, dopo quasi vent'anni di lavoro, concluse il libro Dal silenzio a un nuovo mondo sonoro. Si spense a Roma il 28 gennaio 1980.

## Opere principali

### Composizioni
- Quattro fattoriale (4!), piccoli pezzi per violino e pianoforte (1954-1955)
- Ordini, strutture variate per 16 strumenti (1955)
- Proiezioni sonore, strutture per pianoforte, (1955-1956)
- Incontri di fasce sonore, composizione elettronica (1956-1957)
- Proporzioni, strutture per flauto solo (1958)
- Aleatorio, per quartetto d'archi (1959)
- Spazio a 5 per 4 gruppi di percussione, voci e accorgimenti elettronici (1959-1961)
- Random or not Random, appunti degli anni 1957-1962 per orchestra (1962)
- Campi integrati n.2, giuoco per 9 strumenti (1959-1979)
- Die Schachtel (La scatola), azione mimoscenica per mimi, proiezioni, orchestra da camera su soggetto di Franco Nonnis (1962-1963)

### Scritti teorici
- Verso una composizione elettronica. Rapporto tra mezzi e individuo nel suo tempo, in "Ordini. Studi sulla nuova musica", Roma, 1(1959), n. 1, pp. 48–53.
- Espacio para la musica. Espacio y musica. Espacio en la musica. Espacio es musica, in "Acento cultural", Madrid, III (1961), n. 14 supp. 35–36, pp. 47–56.
- Intervento senza titolo e presentazione di Incontri di fasce sonore, in "Biennale di Venezia", Venezia, XI (1961), n. 44-45, pp. 3 1-33 e 44.
- Intervento senza titolo, in "Il Verri", Milano, (1964), n. 16, pp. 66–68.
- Risposta all'inchiesta "La situazione musicale oggi in Italia", (a cura di) A.M. BONISCONTI, M.T. BOTTINELLI, A. FABBRI, in "Discoteca", Milano, V (1964), n. 45, p. 29.
- Für eine neue Form der elektronischen Komposition, in AA.VV., "Römische Reden. Zehn Jahre Deutsche Bibliothek Rom/Goethe Institut 1955-1965", Monaco, 1965, pp. 114–116.
- Nuova Consonanza nel mondo italiano oggi, in "Marcatré", Milano, (1965), n. 16-18, pp. 231–232.
- Applicazione di elettroacustica. Musica elettronica aleatoria, in "Duemila", Amburgo, Il (1966), n. 6, pp. 77–79.
- Komponisten improvisieren als Kollektiv, in "Melos", Magonza, XXXIII (1966), pp. 86–88, anche in "Collage", (1967), n. 7, pp. 8 1-82.
- Mario Bortolotto, ovvero sia del 'Wu Yung', in "Nuova rivista musicale italiana", Roma, III (1969), pp. 844–847.
- Verso una composizione elettronica, in "Accademia di S. Cecilia. Annuario 1969", Roma, s.a.
- Contributo senza titolo per "Stravinsky, a Composer's Memorial", in "Perspectives of new Music", Princeton, N.J., (1971) , v. 9/2-10/1, p. 42.
- Musica mediante strumenti elettronici, in "Cultura e scuola", Roma, XI (1972), n. 42, pp. 122–125.
- Der musikalische Futurismus. Studien zur Wertungsforschung, (a cura di) O. KOLLERITSCH, Graz 1976, pp. 114–120. anche in AA.VV., "Miscellanea del cinquantenario", Suvini Zerboni, Milano 1978, pp. 223–228.
- Il risveglio della città. Dall'arte dei rumori alla nuova consonanza, in AA.VV., "L'ecosistema urbano", Dedalus, Bari 1978, pp. 137–140.
- Contributo senza titolo in AA.VV., "Autobiografia della musica contemporanea", Cosenza 1979, pp. 56–67.
- Franco Evangelisti, (a cura di) Heinz-Klaus METZGER e Rainer RIEHN, "Musik-Konzepte", Monaco, 43-44, (1985).
- Dal silenzio a un nuovo mondo sonoro, Semar, Roma 1991.

## Discografia
- Incontri di fasce sonore, frammento su disco, con la conferenza di Hans Wilhelm Kulenkampff Wo steht die zeitgenössische Musik? (A che punto è la musica contemporanea?), Bärenreiter Musicaphon BM 30 LK 1841/42.
- Proporzioni, con Severino Gazzelloni al flauto. Testo di copertina di David Berman, Mainstream Ms/50 14.
- Die Schachtel, insieme ai solisti della Kammeroper di Monaco, direttore Eberhard Schoener, nastro, Bayerischer Rundfunk, Monaco, direzione artistica, Franco Evangelisti, DGG Avantgarde 2561 106.
- Franco Evangelisti, 2 CD, ed. RZ 1011-12,(1998)
- Dischi con il Gruppo di Improvvisazione Nuova Consonanza:
  - Doo Avantgarde 137007, (1969)
  - RcA Italiana MLDS 20243 (1970)
  - General Music D ZSLGE 55491, (1973)
  - Cinevox Record Sc 33/44 Sc 14, (1975)
  - Cramps Records (Nova Musicha n.9) CRSLP 6109, (1976)
  - The feed-back, RCA Italiana P5L 10466, (1977)
  - Gruppo di Improvvisazione Nuova Consonanza, ed. RZ 1009,(1992)
  - Gruppo di Improvvisazione Nuova Consonanza,2CD,1DVD, ed. die Schachtel, DS13/1/2/3,(2006)